# Glaphyra modesta
Glaphyra modesta är en skalbaggsart som beskrevs av Holzschuh 2006. Glaphyra modesta ingår i släktet Glaphyra och familjen långhorningar. Inga underarter finns listade i Catalogue of Life.